# José Joaquín Pérez
José Joaquín Pérez Mascayano (Santiago, 6 de maig de 1801 - ibídem, 1 de juliol de 1889) va ser un advocat i polític xilè que es va convertir en president de la República entre 1861 i 1871.